# Giuseppe Berti
Giuseppe Berti (Napoli, 22 luglio 1901 – Roma, 16 marzo 1979) è stato un politico italiano.

## Biografia
Inizia la sua militanza politica a 17 anni a Palermo, dove studia Giurisprudenza, e da giovane socialista fonda la rivista rivoluzionaria Clartè (con allusione a Henri Barbusse), ma scriverà anche nel bordighiano Il Soviet.
Nel gennaio 1921 è tra i delegati che al congresso socialista di Livorno danno vita al Partito Comunista d'Italia. Berti, un mese dopo, diviene il segretario della Federazione Giovanile Comunista Italiana oltre che direttore del relativo settimanale L'Avanguardia.
Vicino alle posizioni di Angelo Tasca, nel maggio 1923 è arrestato a Milano con tutto il vertice della Fgcd'I, ma viene, come tutti, assolto. In ogni caso è evidente che il fascismo ha iniziato la sua campagna repressiva e infatti nel 1927 Erik (come si faceva chiamare Berti nella struttura illegale del Pcd'I), che nel frattempo è divenuto redattore de l'Unità, viene nuovamente arrestato e stavolta condannato a tre anni di confino che sconterà a Ustica, Ponza e Pantelleria. 
Nel 1922 aveva conosciuto Maria Baroncini, che sposerà nel maggio 1927: nel marzo dello stesso anno era nata la figlia Vinca.
Tornato relativamente libero nel 1930, Berti raggiunge ciò che resta del suo partito a Mosca, dove già era stato come delegato al V congresso del Comintern e come membro della segreteria del Kim, l'Internazionale giovanile.
Fra il 1930 e il 1931 rappresenta il Pcd'I al Comintern, poi si divide tra Mosca e Parigi, dove dirige il giornale dell'emigrazione. Si dà anche da fare come insegnante nelle scuole dove si formavano i nuovi quadri comunisti. Inviato da Mosca a Parigi, sostituì Ruggero Grieco alla segreteria del PCd'I nell'aprile 1938 .
Dopo la fine della relazione con Maria Baroncini, sposa Baldina Di Vittorio, figlia di Giuseppe, dalla quale avrà la figlia Silvia, e lavora alacremente ne Lo Stato operaio e alla fine degli anni '30 è di fatto il capo del centro estero del Pcd'I. Con l'invasione nazista della Francia nel 1940, fugge negli Stati Uniti d'America dove rimarrà per tutto il periodo bellico organizzando le forze antifasciste italiane d'America.
Fra il 1948 e il 1963 è parlamentare eletto in Sicilia. Ma già durante questo periodo la sua passione per gli studi storici e filosofici lo portano via via ad abbandonare la militanza politica in senso stretto.
È comunque il primo segretario nazionale dell'Associazione Italia Urss e animatore della rivista Società. Curò per gli Annali Feltrinelli l'edizione critica delle carte dell'archivio Tasca.
Sempre più malato e ritirato (quanto ricercatissimo come intellettuale), muore per crisi cardiaca a Roma il 16 marzo 1979, all'età di 77 anni.

## Opere (parziale)
- Contro la guerra imperialista innalziamo la bandiera della guerra civile, Fgcd'I, 1932
- Giù le mani dalla Cina, Edizioni del Pcd'I, 1932
- A new Italy arises, New York, Workers Library, 1943
- L'antisovietismo contro l'Italia, Roma, U.E.S.I.S.A., s. d.
- La via della pace. Discorso di apertura al I Congresso nazionale Italia-URSS. Torino, Teatro Alfieri, 25 ottobre 1949, Roma, U.E.S.I.S.A., 1949
- Il pensiero democratico russo del XIX secolo, Firenze, Sansoni, 1950
- Per uno studio della vita e del pensiero di Antonio Labriola, Roma, 1954
- I democratici e l'iniziativa meridionale nel Risorgimento, Feltrinelli, Milano, 1962
- I primi dieci anni di vita del P.C.I. Documenti inediti dell'archivio Angelo Tasca, Milano, Feltrinelli, 1967